# Neustifter Friedhof

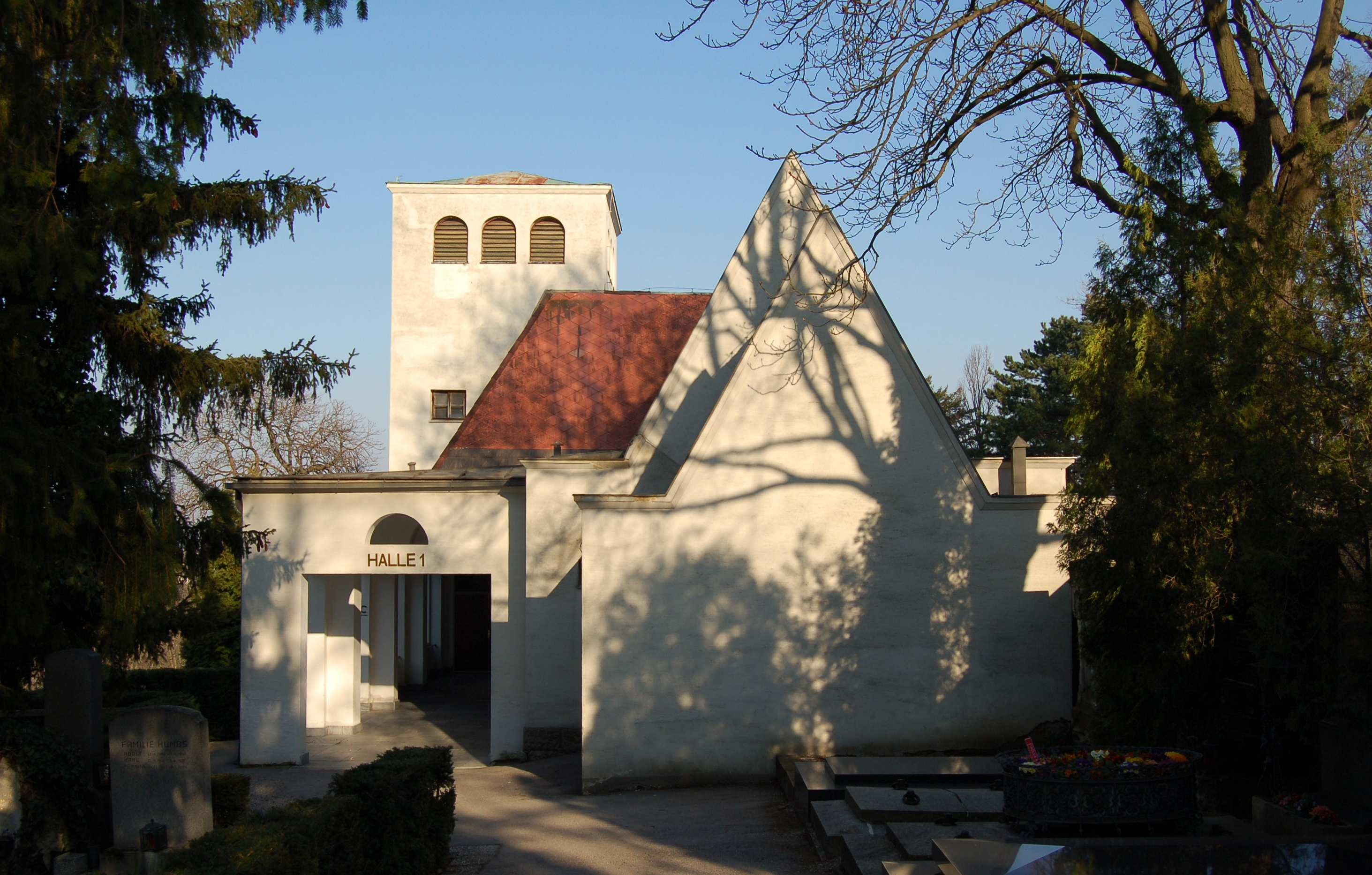
Neustifter Friedhof – Halle 1

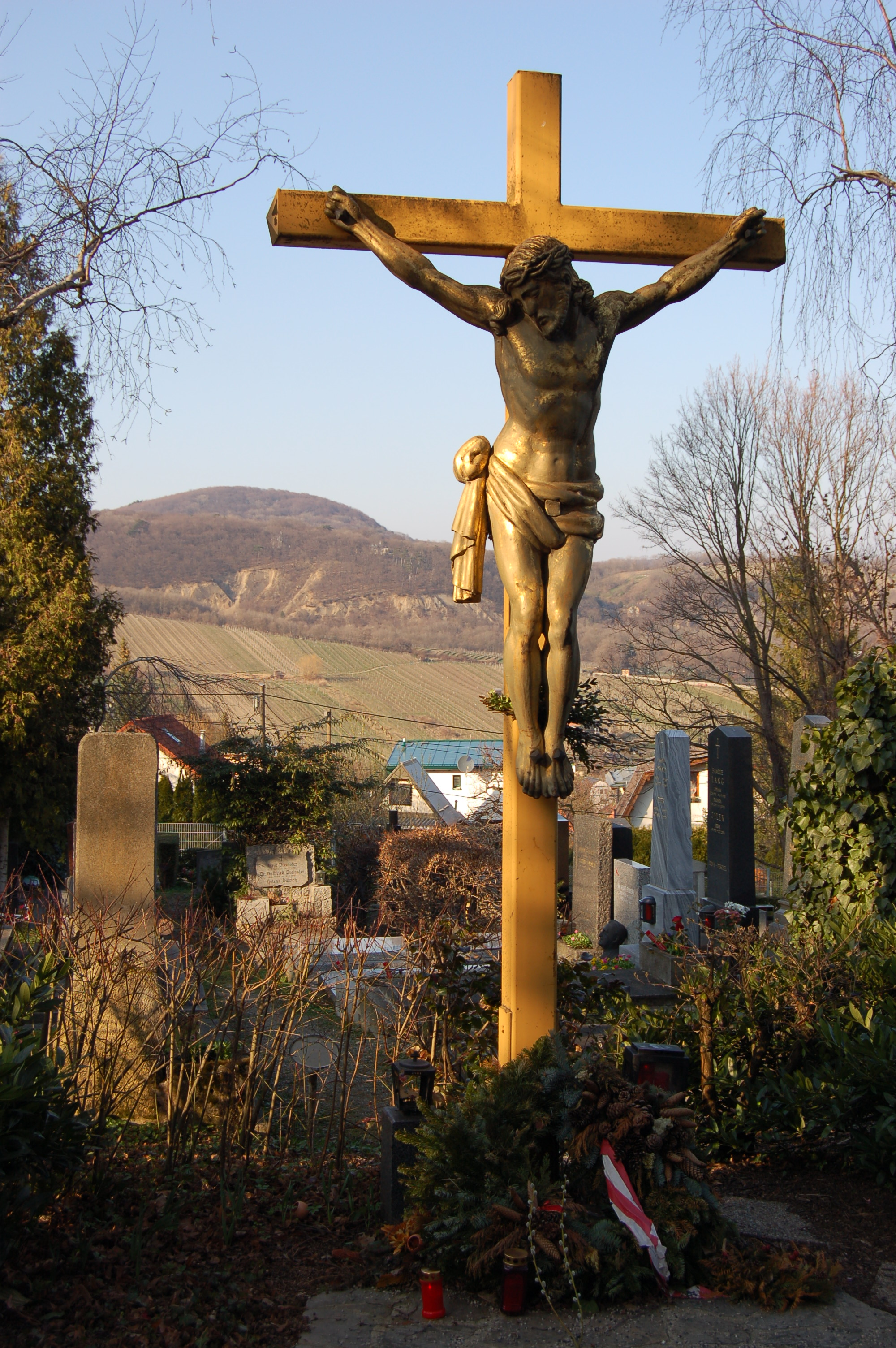
Friedhofskreuz

Der Neustifter Friedhof ist der Friedhof des Wiener Stadtteils Neustift am Walde, welcher bis 1938 zum 18. Wiener Gemeindebezirk Währing gehörte. Bei den damaligen Grenzänderungen wurde Neustift am Walde überwiegend dem 19. Wiener Gemeindebezirk Döbling zugeschlagen, der Friedhof verblieb jedoch im 18. Bezirk.

## Lage
Der Neustifter Friedhof liegt im Norden Währings direkt an der Grenze zu Döbling. Neustift am Walde war ursprünglich ein Teil des Bezirkes Währings, wurde jedoch 1938 an Döbling angeschlossen. Da als neue Grenze der Sommerhaidenweg festgelegt wurde, ist der Neustifter Friedhof bis heute ein Teil Währings. Der Friedhof selbst liegt zwischen den Straßen Sommerhaidenweg und Pötzleinsdorfer Höhe und reicht von deren Kreuzung bis zum Dorotheer Wald. Die offizielle Adresse des Friedhofes lautet Pötzleinsdorfer Höhe 2.

## Geschichte

### Frühe Neustifter Friedhöfe
Ein erster Friedhof der Gemeinden Neustift und Salmannsdorf befand sich in der Flur Opferkolben. Das Gebiet befindet sich im Bereich der Abzweigung der Agnesgasse von der Rathstraße nach Sievering. Die Lage des Friedhofes am nahen Krottenbach verursachte jedoch schwerwiegende Probleme. Oftmals schwammen die Särge bereits nach dem Absenken ins Grab im Wasser. Dadurch konnten die Särge nur in geringer Tiefe begraben werden. Die Umstände führten dazu, dass die Verwesung nur langsam vonstattenging und eine ständige Seuchengefahr drohte. Deshalb wurde die Gemeinde von der Notwendigkeit der Anlage eines neuen Friedhofes auf der Hutweide überzeugt. Der neue Friedhof wurde am 25. November 1823 von Propst Gaudentius Andreas Dunkler vom Stift Klosterneuburg geweiht. Die erste Bestattung erfolgte am 28. Dezember.
Auch das benachbarte Salmannsdorf begrub seine Toten am Neustifter Friedhof. Nur in Seuchenzeiten wurden die Toten am Cholerafriedhof in der Keylwerthgasse am Sattel des Weges nach Neuwaldegg bestattet. Auch Neustift am Walde verfügte über einen Seuchenfriedhof, der später mit dem zweiten Friedhof vereinigt wurde. 1858 wurde dieser zweite Friedhof um einige Klafter erweitert. Am 7. August weihte der neue Prälat Adam Schreck die Erweiterung des Friedhofes ein. Bedeutende Personen, die hier bestattet wurden, waren Professor Georg Kurzbauer und der Schriftsteller Otto Leonhard Friedmann. Der Friedhof, der im Dreieck der Straßen Sommerhaidenweg, Neustift am Walde und Paletzallee lag, verfiel nach der Anlage des Neuen Neustifter Friedhofes immer mehr. In den 1920er Jahren stand er kurz vor der Auflassung.

### Der Neue Neustifter Friedhof
Der Neue Neustifter Friedhof wurde in nächster Nähe des alten Friedhofes südwestlich bergwärts errichtet. Die Einweihung wurde am 1. September 1880 durch Prälat Fröschl von Klosterneuburg vorgenommen. Er ist heute noch in Betrieb.

## Gräber auf dem Neustifter Friedhof

### Ehrenhalber gewidmete Gräber

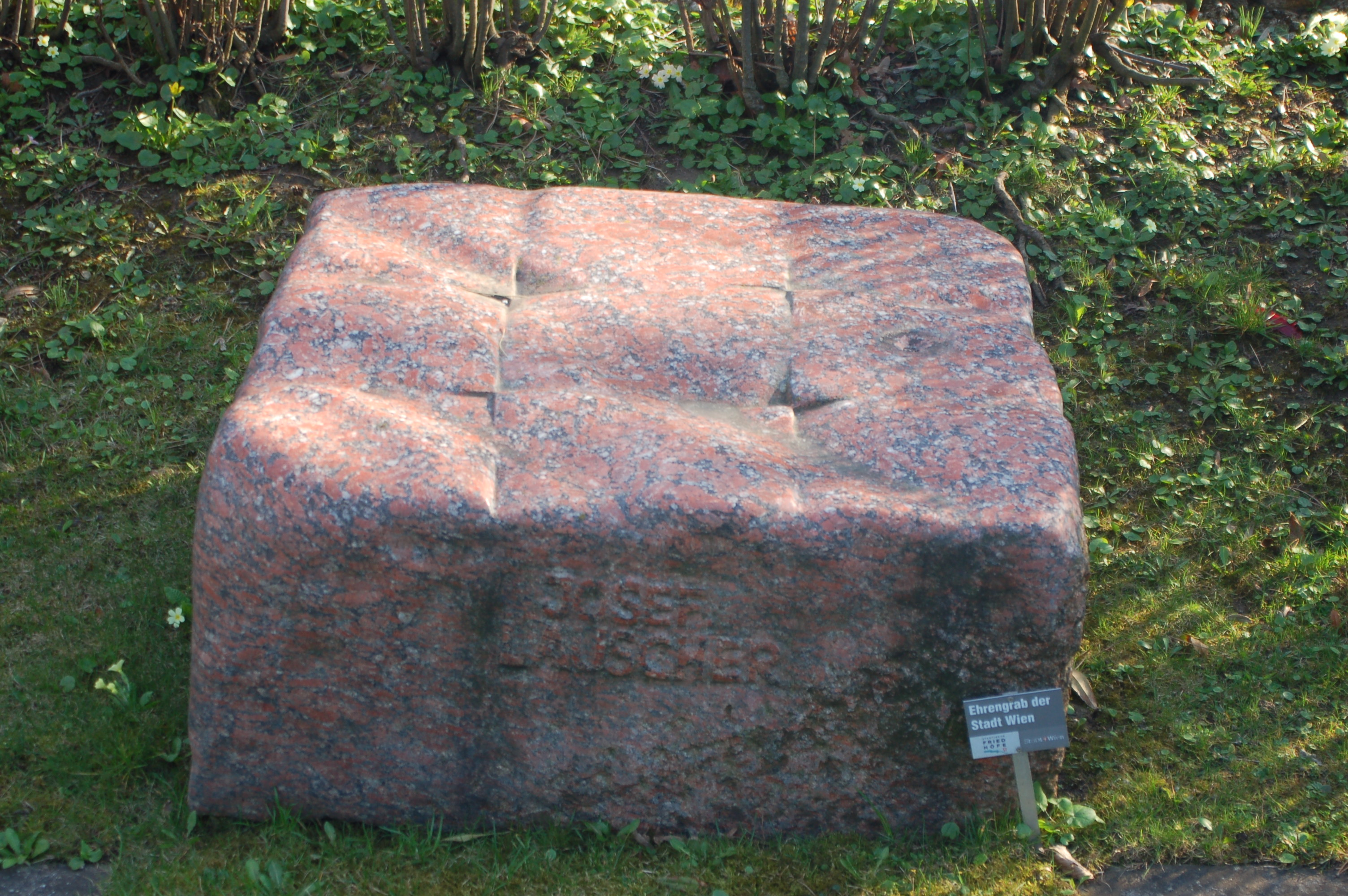
Grabmal von Josef Lauscher

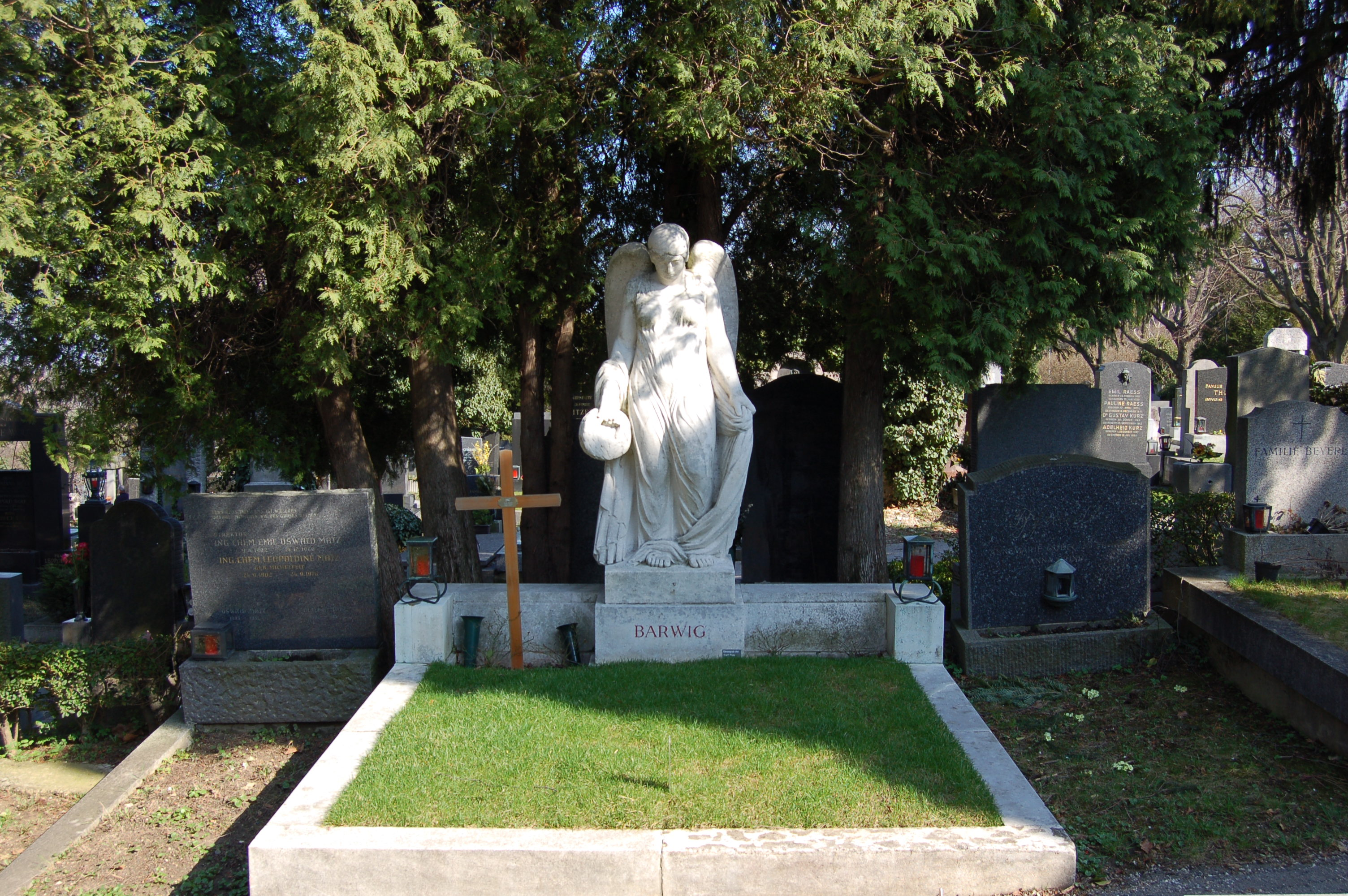
Grabmal von Franz Barwig

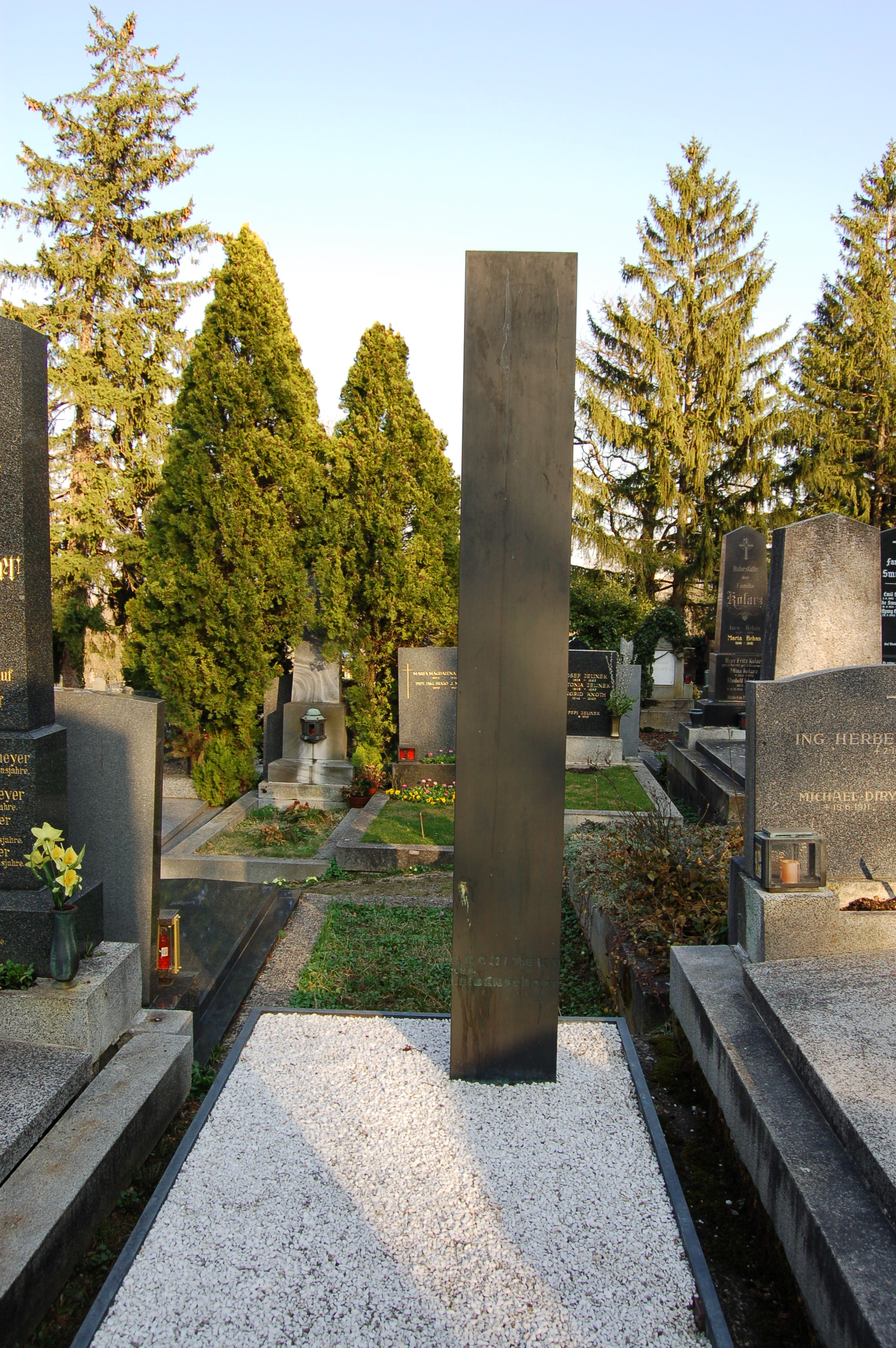
Grabmal von Karl Schwanzer

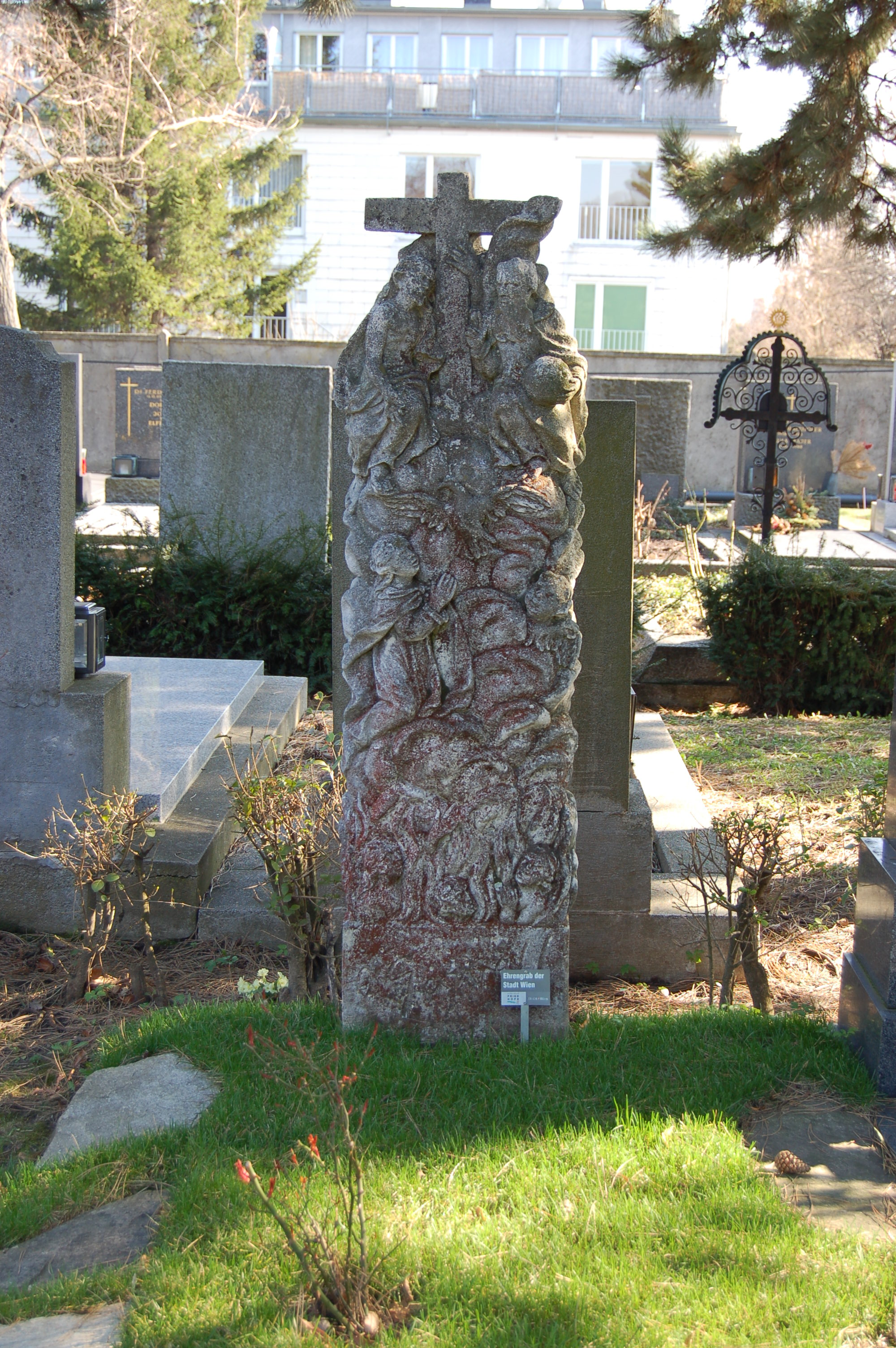
Grabmal von Oskar Gawell

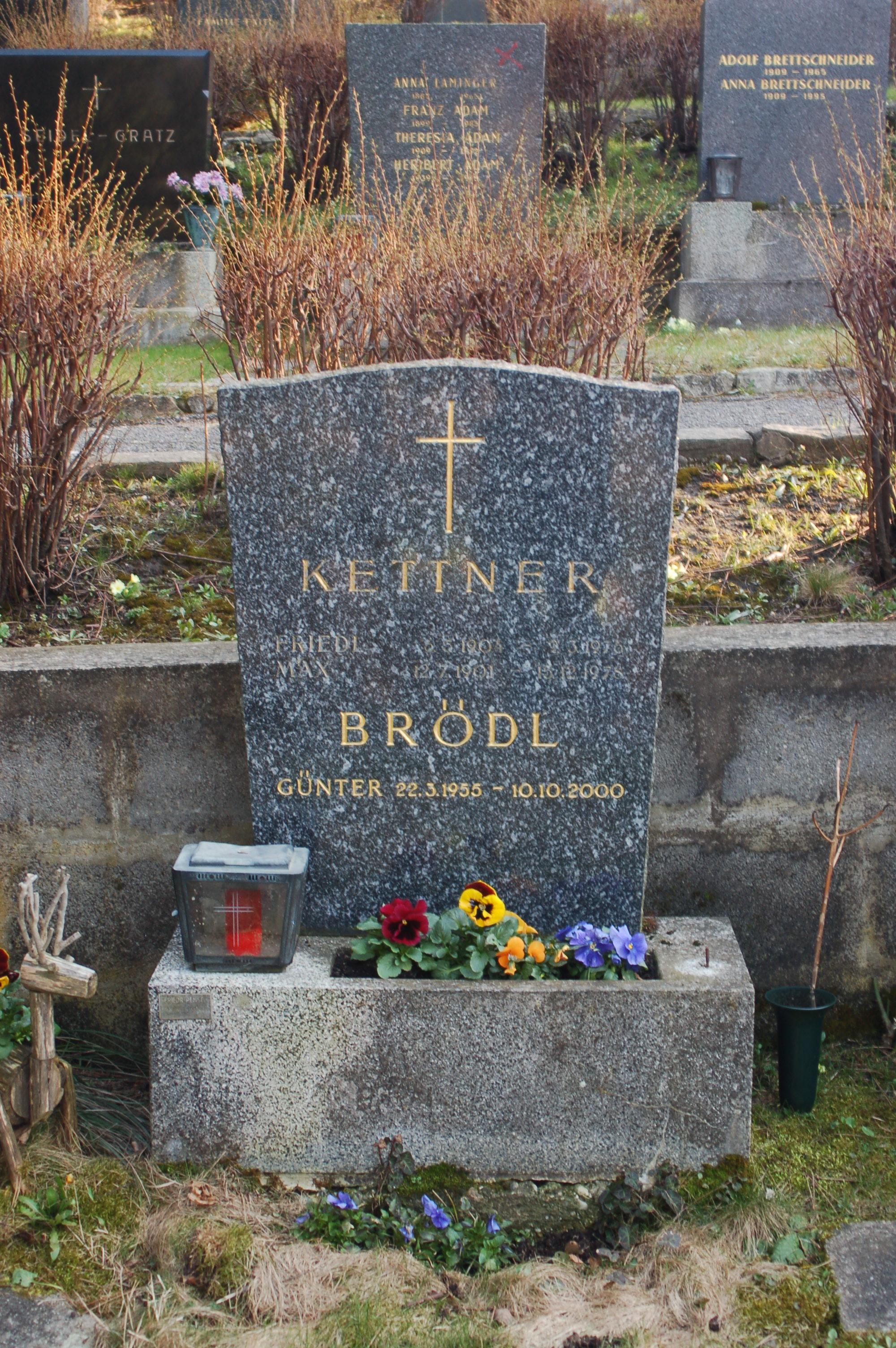
Grabmal von Günter Brödl

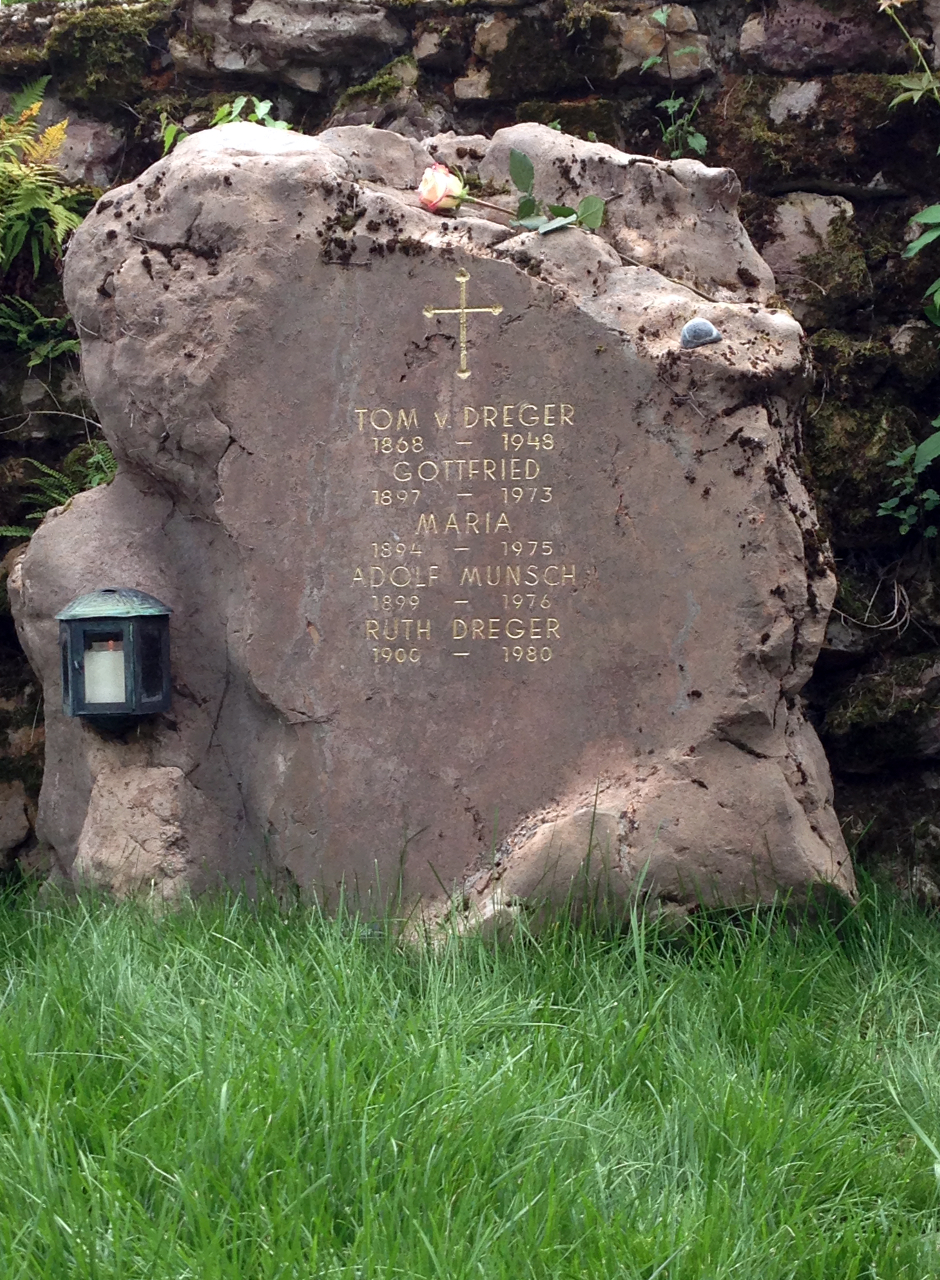
Grabmal von Tom von Dreger

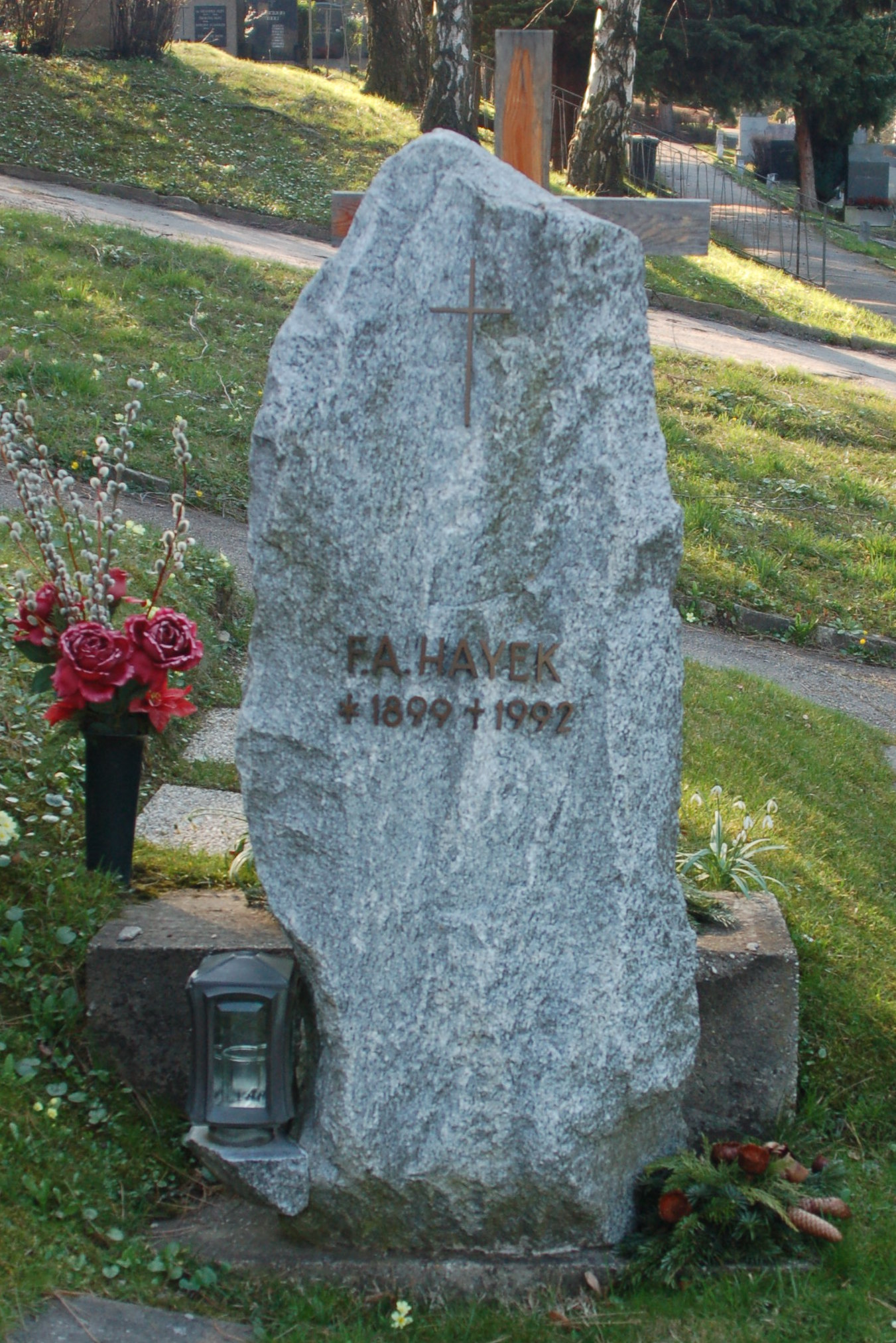
Grabmal von Friedrich Hayek

Der Neustifter Friedhof weist 49 ehrenhalber gewidmete Gräber auf.
| Name                       | Lebensdaten | Tätigkeit                                       |
| -------------------------- | ----------- | ----------------------------------------------- |
| Ewald Balser               | 1898–1978   | Kammerschauspieler                              |
| Franz Barwig               | 1868–1931   | Bildhauer                                       |
| Tom von Dreger             | 1868–1948   | Kunstmaler                                      |
| Ivan Eröd                  | 1936–2019   | Komponist und Pianist                           |
| Auguste Fickert            | 1855–1910   | Sozialreformerin                                |
| Willi Forst                | 1903–1980   | Schauspieler und Regisseur                      |
| Karl Fränkel               | 1895–1964   | Maler                                           |
| Oskar Gawell               | 1888–1955   | Maler                                           |
| Franz Gerstenbrand         | 1924–2017   | Neurologe                                       |
| Boy Gobert                 | 1925–1986   | Schauspieler und Theaterdirektor                |
| Franz Haberler             | 1859–1928   | Sektionschef                                    |
| Paul Harrer von Lucienfeld | 1883–1958   | Chronist                                        |
| Friedrich August von Hayek | 1899–1992   | Nationalökonom                                  |
| Hans Hoff                  | 1897–1969   | Neurologe                                       |
| Heinz Holecek              | 1938–2012   | Sänger, Entertainer, Parodist                   |
| Ludwig Jedlicka            | 1916–1977   | Historiker                                      |
| Wilhelm Kauer              | 1898–1976   | Bildhauer                                       |
| Ossy Kolmann               | 1928–2016   | Kammerschauspieler                              |
| Josef Krips                | 1902–1974   | Chefdirigent der Wiener Staatsoper              |
| Hans Lang                  | 1908–1992   | Komponist und Kapellmeister                     |
| Josef Lauscher             | 1912–1975   | Gemeinderat                                     |
| Robert Lesk                | 1874–1937   | Chirurg                                         |
| Christian Ludwig Martin    | 1890–1967   | Professor der Bildenden Künste                  |
| Frederick Mayer            | 1921–2006   | Pädagoge                                        |
| Fritz Novotny              | 1940–2019   | Jazz-Musiker                                    |
| Adolf Nußbaumer            | 1931–1982   | Staatssekretär                                  |
| Theodor Ottawa             | 1909–1972   | Schriftsteller                                  |
| Otto Pächt                 | 1902–1988   | Kunsthistoriker                                 |
| Norbert Pawlicki           | 1923–1990   | Kapellmeister                                   |
| Peter Preses               | 1907–1961   | Schauspieler und Regisseur                      |
| Auguste Pünkösdy           | 1890–1967   | Kammerschauspielerin                            |
| Richard Reisch             | 1866–1938   | Finanzwissenschaftler                           |
| Esther Réthy               | 1912–2004   | Kammersängerin                                  |
| Franz Schafranek           | 1930–1991   | Gründer und Leiter des Vienna’s English Theatre |
| Otto Rudolf Schatz         | 1900–1961   | Maler                                           |
| Karl Schwanzer             | 1918–1975   | Architekt                                       |
| Egon Seefehlner            | 1912–1997   | Direktor der Wiener Staatsoper                  |
| Irmgard Seefried           | 1919–1988   | Kammersängerin                                  |
| Franz Siller               | 1893–1924   | Direktor der Kleingartenstelle                  |
| Ernst Späth                | 1886–1946   | Präsident der Akademie der Wissenschaft         |
| Rudolf Steinböck           | 1908–1996   | Regisseur                                       |
| Alexander Steinbrecher     | 1910–1982   | Komponist und Kapellmeister                     |
| Mongo Stojka               | 1929–2014   | Musiker und Autor                               |
| Richard von Strigl         | 1891–1942   | Nationalökonom                                  |
| Helene Thimig              | 1889–1974   | Schauspielerin und Regisseurin                  |
| Alexander Trojan           | 1914–1992   | Kammerschauspieler                              |
| Hans Werner                | 1898–1980   | Dichter                                         |
| Fritz Wilke                | 1879–1957   | Theologieprofessor                              |
| Karl Anton Wolf            | 1908–1989   | Maler und Bildhauer                             |

### Gräber weiterer Persönlichkeiten
Weitere bedeutende Persönlichkeiten, die am Neustifter Friedhof begraben sind:
| Name                          | Lebensdaten | Tätigkeit                                             |
| ----------------------------- | ----------- | ----------------------------------------------------- |
| Hannes Androsch               | 1938–2024   | Politiker                                             |
| Erwin Altenburger             | 1903–1984   | Politiker                                             |
| Rudolf Angerer                | 1923–1996   | Illustrator und Karikaturist                          |
| Hans Asperger                 | 1906–1980   | Kinderarzt                                            |
| Anton Baumann                 | 1848–1926   | Bezirksvorsteher von Währing                          |
| Heinrich Benedikt             | 1886–1981   | Jurist und Historiker                                 |
| Ernst Brauner                 | 1928–2019   | Schriftsteller                                        |
| Günter Brödl                  | 1955–2000   | Musikjournalist und Autor, Schöpfer des Ostbahn-Kurti |
| Bruno Buzek                   | 1911–1973   | Architekt                                             |
| Lívia Dobay                   | 1912–2002   | Sopranistin                                           |
| Peter Dotrel                  | 1942–2013   | Maler und Zeichner                                    |
| Friedrich Edlinger            | 1948–2024   | Politiker                                             |
| Ingeborg Eichler              | 1923–2008   | Pharmakologin                                         |
| Kurt Enderl                   | 1913–1985   | Diplomat (Grab aufgelassen)                           |
| Fritz Felgenhauer             | 1920–2009   | Prähistoriker                                         |
| Siegfried Fischer             | 1899–1974   | Maler und Grafiker (Grab aufgelassen)                 |
| Dieter Flamm                  | 1936–2002   | Physiker                                              |
| Hilde Forster                 | 1924–1991   | Schriftstellerin                                      |
| Sepp Frank                    | 1942–2022   | Architekt                                             |
| Helmut Frisch                 | 1936–2006   | Jurist                                                |
| Paul Funk                     | 1886–1969   | Mathematiker                                          |
| Franz Gessner                 | 1879–1975   | Architekt                                             |
| Hubert Gessner                | 1871–1943   | Architekt                                             |
| Walter Glaser                 | 1906–1960   | Physiker                                              |
| Ferdinand Graf                | 1907–1969   | Politiker                                             |
| Kasimir Graff                 | 1878–1950   | Astronom                                              |
| Josef Greindl                 | 1912–1993   | Opernsänger (Bass)                                    |
| Hermann A. Griesser           | 1937–2021   | Journalist                                            |
| Hannes Haas                   | 1957–2014   | Medien- und Kommunikationswissenschaftler             |
| Oswald Haerdtl                | 1899–1959   | Architekt, Designer und Architekturlehrer             |
| Arnold Hartig                 | 1878–1972   | Bildhauer und Medailleur (Grab aufgelassen)           |
| Edwin Hartl                   | 1886–1983   | Verleger                                              |
| Rudolf Haybach                | 1899–1959   | Architekt, Designer und Architekturlehrer             |
| Roman Hellmann                | 1921–2012   | Designer                                              |
| Ernst Hilger                  | 1920–2010   | Fernsehjournalist                                     |
| Edmund Hlawka                 | 1916–2009   | Mathematiker                                          |
| Hans Holt                     | 1909–2001   | Schauspieler                                          |
| Elisabeth Höngen              | 1906–1997   | Sängerin (Mezzosopran)                                |
| Marlene Jantsch               | 1917–1994   | Ärztin                                                |
| Josef Joham                   | 1889–1959   | Banker                                                |
| Fritz Karmasin                | 1930–2013   | Marktforscher                                         |
| Erich Kaufmann                | 1908–1956   | Opernsänger                                           |
| Josef Keil                    | 1878–1963   | Althistoriker                                         |
| Lydia Kindermann              | 1892–1953   | Opernsängerin                                         |
| Friederike Klauner            | 1916–1993   | Kunsthistorikerin                                     |
| Hermann Klepell               | 1918–1945   | Widerstandskämpfer                                    |
| Alfred Klose                  | 1928–2015   | Politikwissenschaftler                                |
| Viktor Kollars                | 1897–1976   | Sportfunktionär (Grab aufgelassen)                    |
| Willy Kralik                  | 1929–2003   | ORF-Moderator                                         |
| Carl Krall                    | 1891–1975   | Maler (Grab aufgelassen)                              |
| Hans Krendlesberger           | 1925–1995   | Fernsehregisseur, Dramatiker und Hörspielautor        |
| Hans Krenn                    | 1932–2007   | Künstler                                              |
| Karl Kromer                   | 1924–2003   | Prähistoriker                                         |
| Hermann Kutschera             | 1903–1991   | Architekt                                             |
| Felix Kwieton                 | 1877–1958   | Mittel-, Langstrecken- und Crossläufer                |
| Erich Lessing                 | 1923–2018   | Fotograf                                              |
| Heinrich Maier                | 1908–1945   | Priester und Widerstandskämpfer                       |
| Hanns Matula                  | 1923–1987   | Kameramann                                            |
| Julia Menz                    | 1901–1944   | Cembalistin, Pianistin und Reiseschriftstellerin      |
| Meta Menz                     | 1906–1990   | Percussionistin und Tänzerin bei Mary Wigman          |
| Hermann Michel                | 1888–1965   | Mineraloge                                            |
| Nora Miedler                  | 1977–2018   | Schauspielerin und Schriftstellerin                   |
| Leopold Millwisch             | 1909–1978   | Politiker                                             |
| Peter Millwisch               | 1943–2008   | Schriftsteller                                        |
| Leopold Mistinger             | 1904–2001   | Politiker                                             |
| Karl Musil                    | 1939–2013   | Solotänzer                                            |
| Kurt Niederwimmer             | 1929–2015   | Evangelischer Theologe                                |
| Eugen Oberhummer              | 1859–1944   | Geograph                                              |
| Rudolf Ortmann                | 1874–1939   | Pädagoge                                              |
| Volkmar Parschalk             | 1934–2016   | Kulturjournalist                                      |
| Gerda Paumgarten              | 1907–2000   | Skirennläuferin                                       |
| Otto Pelzelmayer              | 1914–1999   | Politiker                                             |
| Peter Persidis                | 1947–2009   | Fußball-Nationalspieler                               |
| Eva Petrik                    | 1931–2007   | Pädagogin und Politikerin                             |
| Friedrich Petuely             | 1922–1994   | Biochemiker                                           |
| Margot Philipp                | 1941–2004   | Schauspielerin                                        |
| Erich Pieler                  | 1909–1980   | Bildhauer                                             |
| Karl Piska                    | 1928–2008   | Jurist, Richter                                       |
| Jenny Pippal                  | 1946–2010   | Fernsehansagerin, Moderatorin und Synchronsprecherin  |
| Alois Purgathofer             | 1925–1984   | Astronom                                              |
| Karl Reichert                 | 1883–1953   | Optiker                                               |
| Kurt Regschek                 | 1923–2005   | Maler                                                 |
| Bruno Reiffenstein            | 1868–1951   | Fotograf                                              |
| Emil Reisch                   | 1863–1933   | Archäologe                                            |
| Anton Retschek                | 1885–1950   | Diplomat                                              |
| Josef Franz Riedl             | 1884–1965   | Bildhauer                                             |
| Rupert Riedl                  | 1925–2005   | Zoologe                                               |
| Philipp Rieger                | 1916–2007   | Nationalökonom                                        |
| Hans Rizzi                    | 1880–1968   | Volkswirt                                             |
| Friedrich Rollwagen           | 1922–2005   | Architekt und Ziviltechniker                          |
| Sieghardt Rupp                | 1931–2015   | Schauspieler                                          |
| Hans Rupprich                 | 1898–1972   | Literaturhistoriker                                   |
| Heinz Sandauer                | 1911–1979   | Komponist                                             |
| Max Scheffenegger             | 1883–1963   | Rechtsanwalt                                          |
| Manfred Scheich               | 1933–2020   | Botschafter                                           |
| Aglaja Schmid                 | 1926–2003   | Schauspielerin                                        |
| Hans Schmitz                  | 1887–1970   | Rechtswissenschaftler                                 |
| Wolfgang Schmitz              | 1923–2008   | Finanzexperte und Politiker                           |
| Wolfgang Schneiderhan         | 1915–2002   | Kammermusiker                                         |
| Anneliese Schnell             | 1941–2015   | Astronomin                                            |
| Hermann Schnell               | 1914–2003   | Politiker und Stadtschulrat-Präsident                 |
| Otto Schulmeister             | 1916–2001   | Publizist                                             |
| Paul Schulmeister             | 1942–2011   | Journalist                                            |
| Ernst Schwarcz                | 1923–2008   | Pazifist                                              |
| Alfred Anthony von Siegenfeld | 1854–1929   | Heraldiker (Grab aufgelassen)                         |
| Ingrid Smejkal                | 1941–2017   | Politikerin                                           |
| Karl Steinhardt               | 1875–1963   | Politiker                                             |
| Peter Stiegnitz               | 1936–2017   | Autor                                                 |
| Karl M. Swoboda               | 1889–1977   | Kunsthistoriker                                       |
| Johann Tauscher               | 1909–1979   | Feldhandballspieler                                   |
| Wolfgang Teuschl              | 1943–1999   | Schriftsteller und Kabarettist                        |
| Karl Toifl                    | 1948–2010   | Neurologe, Kinderneuropsychiater                      |
| Heinrich Übleis               | 1933–2013   | Politiker und Manager                                 |
| Anton Valentin                | 1895–1976   | Architekt                                             |
| Stephan Verosta               | 1909–1998   | Völkerrechtler                                        |
| Peter Vitouch                 | 1947–2023   | Medienpsychologe                                      |
| Werner Vogt                   | 1938–2023   | österreichischer Chirurg und Ombudsmann               |
| Kurt Votava                   | 1946–2021   | Moderator                                             |
| Eugen Wachberger              | 1904–1971   | Architekt                                             |
| Elisabeth Wäger-Häusle        | 1942–2019   | Schriftstellerin und Dramaturgin                      |
| Steffi Walidt                 | 1889–1985   | Soubrette und Schauspielerin                          |
| Adam Wandruszka               | 1914–1997   | Historiker                                            |
| Robert Weisz                  | 1910–1987   | Politiker und Volksanwalt                             |
| Peter Widensky                | 1933–2015   | Kirchenmusiker und Musikologe                         |
| Otto Wiener                   | 1911–2000   | Opernsänger                                           |
| Helene Wildbrunn              | 1882–1972   | Kammersängerin                                        |
| Josef Wöhnhart                | 1913–1975   | Architekt                                             |
| Vera Zahradnik                | 1908–1991   | Tänzerin                                              |
| Grete Zimmer                  | 1922–2003   | Schauspielerin                                        |
| Erich Zöllner                 | 1916–1996   | Historiker                                            |
| Franz von Zülow               | 1883–1963   | Maler und Grafiker                                    |
| Josef Zykan                   | 1901–1971   | Kunsthistoriker                                       |
| Otto Zykan                    | 1902–1989   | Komponist                                             |